# Walentyn Gawara
Walentyn Gawara Gutek war ein polnischer Vertreter der Renaissancemusik.
Über Gawaras Leben ist wenig bekannt. Er war um 1560 oder 1570 Kantor an der Schule der Krakauer Marienkirche. Seine einzigen erhaltenen Kompositionen sind die Motette Per merita Sancti Adalberti, von der mehrere Aufnahmen, u. a. mit dem Rundfunkchor von Radio Breslau existieren und Fragmente eines Rorate Coeli.